# Пруднишки окръг
 Пруднишки окръг (на полски: Powiat prudnicki) е окръг в Южна Полша, Ополско войводство. Заема площ от 571,55 км2. Административен център е град Прудник.

## География
Окръгът се намира в историческата област Горна Силезия. Разположен е в южната част на войводството.

## Население
Населението на окръга възлиза на 57 583 души (2012 г.). Гъстотата е 102,63 души/км2.

## Административно деление
Административно окръгът е разделен на 4 общини.
Градско-селски общини:
- Община Бяла
- Община Глоговек
- Община Прудник

Селска община:
- Община Любжа

## Фотогалерия
- Бяла
- Глоговек
- Прудник